# Lithobates megapoda
Lithobates megapoda är en groddjursart som först beskrevs av Taylor 1942.  Lithobates megapoda ingår i släktet Lithobates och familjen egentliga grodor. IUCN kategoriserar arten globalt som sårbar. Inga underarter finns listade i Catalogue of Life.